# Wola Mrokowska
Wola Mrokowska – wieś sołecka w Polsce położona w województwie mazowieckim, w powiecie piaseczyńskim, w gminie Lesznowola.
W skład sołectwa Wola Mrokowska wchodzi także wieś Warszawianka.
W roku 2021 miejscowość liczyła 1476 mieszkańców, z czego 51% stanowiły kobiety, a 49% mężczyźni.
Wieś szlachecka Mrokowska Wola położona była w drugiej połowie XVI wieku w powiecie tarczyńskim ziemi warszawskiej województwa mazowieckiego.
W latach 1975–1998 miejscowość administracyjnie należała do województwa warszawskiego.